# 山西省发展和改革委员会
37°49′28″N 112°31′56″E / 37.82447°N 112.53218°E
山西省发展和改革委员会是中华人民共和国山西省人民政府管理山西省国民经济和社会发展的综合职能部門。

## 部门领导
- 党组书记、主任：陈磊
- 党组成员、副主任：张翔、马双喜、闫中立
- 党组成员、纪检组长：刘剑锋
- 党组成员：姚少峰、王云龙
- 副厅长级干部：李祥
- 一级巡视员：魏茹生、李肇伟

## 机构设置

### 内设机构[2]
- 办公室
- 人事教育处
- 政策法规处
- 发展规划处
- 国民经济综合处
- 宏观经济运行调节处
- 省国防动员委员会国民经济动员办公室
- 经济体制改革处
- 固定资产投资处
- 利用外资和境外投资处
- 地区经济处（省煤层气、天然气管理办公室）
- 以工代赈办公室
- 农村经济处
- 工业经济处
- 服务业处
- 高新技术产业处
- 资源节约和环境保护处(省节能减排领导组办公室)
- 社会发展处
- 经济贸易处
- 财政金融处
- 能源处
- 新能源办公室
- 应对气候变化处
- 就业和收入分配处
- 设计审核处
- 交通运输处
- 科技教育处（省留学人员管理办公室）
- 医改办
- 信息化处
- 对外联络处
- 山西省人民政府重大项目稽察办
- 机关党委
- 离退休人员管理处
- 纪检监察室
- 产业转型处
- 生态环境处
- 社会民生处

### 直属单位
- 山西省经济信息中心
- 山西省发改委宏观研究院
- 山西旅游职业学院
- 山西省发改委行政学院
- 山西省投资咨询和发展规划院